# Mark Davis (giocatore di snooker)
Mark Davis (St Leonards-on-Sea, 12 agosto 1972) è un giocatore di snooker inglese.

## Carriera
Diventato professionista nel 1991, Mark Davis ha impiegato molti anni per salire al vertice.
La stagione 2012-2013 è sicuramente la migliore per lui: l'inglese raggiunge infatti le semifinali allo UK Championship, all'Australian Goldfields Open e al Wuxi Classic e inoltre trionfa al Six-Red World Championship.
Durante la Championship League 2017 realizza due 147 contro Neil Robertson e John Higgins.
Nel 2018 arriva inaspettatamente in finale all'English Open perdendo poi 9-7 contro Stuart Bingham.

## Vita privata
Mark Davis è sposato con Claire e ha un figlio di nome Jack e una figlia di nome Millie.

## Ranking
| Stagione  | Ranking iniziale | Ranking finale |
| --------- | ---------------- | -------------- |
| 1991-1992 | Non classificato | 119            |
| 1992-1993 | 119              | 91             |
| 1993-1994 | 91               | 65             |
| 1994-1995 | 65               | 59             |
| 1995-1996 | 59               | 55             |
| 1996-1997 | 55               | 47             |
| 1997-1998 | 47               | 56             |
| 1998-1999 | 56               | 78             |
| 1999-2000 | 78               | 77             |
| 2000-2001 | 77               | 60             |
| 2001-2002 | 60               | 37             |
| 2002-2003 | 37               | 35             |
| 2003-2004 | 35               | 40             |
| 2004-2005 | 40               | 42             |
| 2005-2006 | 42               | 38             |
| 2006-2007 | 37               | 43             |
| 2007-2008 | 43               | 58             |
| 2008-2009 | 58               | 47             |
| 2009-2010 | 47               | 26             |
| 2010-2011 | 26               | 19             |
| 2011-2012 | 19               | 19             |
| 2012-2013 | 19               | 13             |
| 2013-2014 | 13               | 12             |
| 2014-2015 | 16               | 19             |
| 2015-2016 | 19               | 26             |
| 2016-2017 | 26               | 37             |
| 2017-2018 | 37               | 41             |
| 2018-2019 | 41               | 33             |
| 2019-2020 | 33               | 39             |
| 2020-2021 | 39               |                |

### Break Massimi da 147: 2
| N° | Anno | Competizione        | Avversario     | Note  |
| -- | ---- | ------------------- | -------------- | ----- |
| 1  | 2017 | Championship League | Neil Robertson | [ 5 ] |
| 2  | 2017 | Championship League | John Higgins   | [ 6 ] |

## Tornei vinti

### Titoli Non-Ranking: 5
| Titoli Non-Ranking                   | Titoli Non-Ranking | Titoli Non-Ranking | Titoli Non-Ranking |
| ------------------------------------ | ------------------ | ------------------ | ------------------ |
| Competizione                         | Anno               | Avversario         | Note               |
| Malta Masters                        | 1996               | John Read          | [ 9 ]              |
| Benson & Hedges Championship         | 2002               | Mehmet Husnu       | [ 10 ]             |
| Merseyside Professional Championship | 2003               | Stephen Maguire    | [ 11 ]             |
| General Cup                          | 2013               | Neil Robertson     | [ 12 ]             |

| World Seniors Tour         | World Seniors Tour | World Seniors Tour | World Seniors Tour |
| -------------------------- | ------------------ | ------------------ | ------------------ |
| Competizione               | Anno               | Avversario         | Note               |
| World Seniors Championship | 2016               | Darren Morgan      | [ 13 ]             |

| Tornei varianti            | Tornei varianti    | Tornei varianti                               | Tornei varianti     |
| -------------------------- | ------------------ | --------------------------------------------- | ------------------- |
| Competizione               | Anno               | Avversario                                    | Note                |
| Six-Red World Championship | 2009 - 2012 - 2013 | Mark Williams - Shaun Murphy - Neil Robertson | [ 4 ] [ 14 ] [ 15 ] |

## Finali perse

### Titoli Non-Ranking: 2
| Titoli Ranking | Titoli Ranking | Titoli Ranking | Titoli Ranking |
| -------------- | -------------- | -------------- | -------------- |
| Competizione   | Anno           | Avversario     | Note           |
| English Open   | 2018           | Stuart Bingham | [ 7 ]          |

| Titoli Non-Ranking                   | Titoli Non-Ranking | Titoli Non-Ranking | Titoli Non-Ranking |
| ------------------------------------ | ------------------ | ------------------ | ------------------ |
| Competizione                         | Anno               | Avversario         | Note               |
| Merseyside Professional Championship | 2003               | Stephen Maguire    | [ 16 ]             |
| Championship League                  | 2015               | Stuart Bingham     | [ 17 ]             |

- Players Tour Championship: 1 (Paul Hunter Classic 2011)